# Аннинский, Лев Александрович
Лев Алекса́ндрович А́ннинский (7 апреля 1934, Ростов-на-Дону, СССР — 6 ноября 2019, Москва, Россия) — советский и российский литературный критик, литературовед, кинокритик, киновед.

## Биография

### Ранние годы
Родился 7 апреля 1934 года в Ростове-на-Дону в семье Александра Ивановича Иванова-Аннинского, преподавателя обществоведения Ростовского медицинского института. Мать, Анна Соломоновна Александрова, преподавала химию в техникуме. Родители расписаны не были.

Отец — донской казак, мать — украинская еврейка. Встретились в красной Москве. Вряд ли такая встреча была бы возможна в прежней Москве, белокаменной, — для таких альянсов нужна революция, в ходе которой юные провинциалы кидаются «завоевывать» опустевшую столицу, и ещё: чтобы все старые — сословные и национальные — перегородки пали. Поэтому я фактом своего появления обязан Советской власти.— Лев Аннинский.
Отец, мечтая стать актёром, добавил к своей фамилии Иванов псевдоним Аннинский по названию родной станицы Новоаннинской.
В 1939 году его сын снялся в кинофильме «Подкидыш» в роли маленького мальчика в детском саду, который хотел быть и танкистом, и милиционером, и даже пограничной собакой. С началом Великой Отечественной войны отец, который тогда работал  директором актёрской труппы киностудии «Мосфильм», ушёл добровольцем на фронт. Служил старшим политруком, с июля 1941 года числился пропавшим без вести. Мать с сыном были эвакуированы в Свердловск.
Мировоззрение молодого человека в значительной мере складывалось под воздействием книг, прочитанных в детстве и юности: это были мифы Древней Греции, исторические романы, сочинения Стивенсона, Г. Эберса, А. А. Антоновской, Горького, Толстого, Писарева, Белинского. Ещё в школьные годы он читал философские труды Канта, Гегеля, Н. А. Бердяева, Л. И. Шестова, В. В. Розанова, С. Н. Булгакова, Н. Ф. Фёдорова, Г. П. Федотова. В старших классах школы Лев Аннинский решил, что будет профессионально заниматься русской литературой. Школу окончил с золотой медалью.

### Профессиональная деятельность

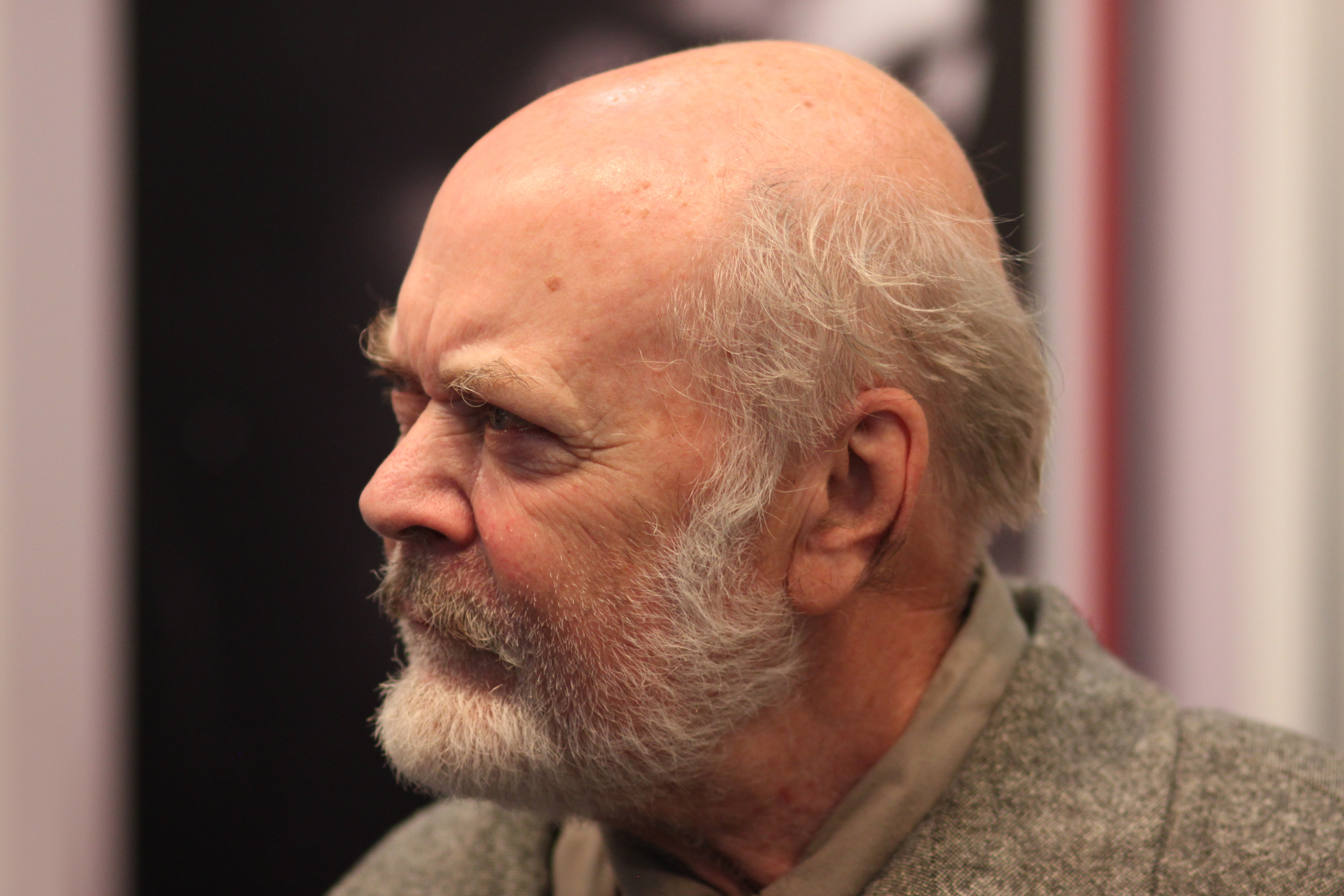
Лев Аннинский в 2010 году

Окончив филологический факультет МГУ, Аннинский успешно сдал экзамены в аспирантуру, но препятствием для научной карьеры стало изменение «идеологической линии партии» в связи с событиями осени 1956 года в Венгрии — теперь аспирантами могли стать только те, кто работал на производстве.  Лев Аннинский устроился сотрудником в редакцию журнала «Советский Союз», однако через полгода его уволили за «профессиональную непригодность». Тогда ему пришлось, по его собственному выражению, «пойти в литподёнщики». Войдя во вкус, он стал литературным критиком. В 1957–1960 годах работал в редации «Литературной газеты».
В 1960 году перешел на работу в редакцию журнала «Знамя». В 1965 году был принят в Союз писателей СССР. В 1966 году подписал письмо в защиту Синявского и Даниэля, в результате в 1967 году был уволен из журнала и на несколько лет потерял возможность печататься. В 1968–1972 годах работал в Институте конкретных социологических исследований АН СССР, где редактировал научные труды. В 1970 году был принят в Союз кинематографистов СССР.
В 1972–1991 годах работал в редакции журнала «Дружба народов» (с 1993, член редколлегии), в 1990–1992 годах – в редакции журнала «Литературное обозрение», в 1992–1998 годах – в редакции журнала «Родина». С 1998 года – главный редактор журнала «Время и мы». 
Его статьи печатались также в журналах «Искусство кино», «Советский экран», «Огонёк» и др..
Преподавал в Институте журналистики и литературного творчества и Московском международном университете.
Лев Аннинский — автор и ведущий циклов передач «Серебро и чернь», «Медные трубы», «Засадный полк», «Мальчики державы», «Охота на Льва», передачи «Я жил. Я звался Геркулес» на телеканале «Культура».
Был членом Союза российских писателей, ПЕН-клуба, членом жюри литературной премии «Ясная Поляна», а также членом  редколлегии Новой российской энциклопедии, членом Союза кинематографистов России, действительным членом 
Российской академии кинематографических искусств «Ника», членом Национальной академии кинематографических искусств и наук.
Скончался 6 ноября 2019 года в Москве. Прах захоронен на Ваганьковском кладбище.

### Семья
- Жена — Александра Николаевна Аннинская (в девичестве Коробова; 1933—2010) — искусствовед, преподаватель, художница.
- Дочери:
  - Мария Львовна Аннинская (1958—2019) — поэтесса и литературная переводчица, художница[19][20].
  - Екатерина Львовна Аннинская (1970) — маркетолог, писательница[21][22].
  - Анастасия Львовна Аннинская (1974) — дизайнер, художница.

## Сочинения
Книги
- Аннинский Л. А. Ядро ореха: Критические очерки. — М.: Советский писатель, 1965. — 223 с. (недоступная ссылка)
- Аннинский Л. А. «Как закалялась сталь» Николая Островского. — М.: Художественная литература, 1971. — 95 с.
- Аннинский Л. А. Зеркало экрана. — Минск: Вышэйшая школа, 1977. — 150 с.
- Аннинский Л. А. Тридцатые — семидесятые: Литературно-критические статьи. — М.: Современник, 1977. — 269 с.
- Аннинский Л. А. Лев Толстой и кинематограф. — М.: Искусство, 1980. — 288 с.
- Аннинский Л. А. Контакты: Литературно-критические статьи. — М.: Советский писатель, 1982. — 328 с.
- Аннинский Л. А. Лесковское ожерелье. — М.: Книга, 1982. — 189 с.
  - Аннинский Л. А. Лесковское ожерелье. 2-е изд., доп.. — М.: Книга, 1986. — 304 с.
- Аннинский Л. А. Михаил Луконин. — М.: Современник, 1982. — 142 с.
- Аннинский Л. А. Солнце в ветвях: Очерки литовской фотографии. — 1984.
- Аннинский Л. А. Николай Губенко. — М.: ВТПО Киноцентр, 1986. — 64 с.
- Аннинский Л. А., Цейтлин Е. Л. Вехи памяти : О кн. Н. А. Островского «Как закалялась сталь» и Вс. Иванова «Бронепоезд 14-69». — М.: Художественная литература, 1987. — 255 с.
- Аннинский Л. А. Три еретика: [Об А. Ф. Писемском, П. И. Мельникове-Печерском, Н. С. Лескове]. — М.: Книга, 1988. — 352 с.
- Аннинский Л. А. Билет в рай: Размышления у театральных подъездов. — М.: Искусство, 1989. — 192 с.
- Аннинский Л. А. Локти и крылья. Литература 80-х: надежды, реальность, парадоксы. — М.: Сов. писатель, 1989. — 315 с.
- Аннинский Л. А. Отлетающий занавес: Литературно-критические статьи. — Тбилиси: Мерани, 1990. — 160 с.
- Аннинский Л. А. Шестидесятники и мы: Ккинематограф, ставший и не ставший историей. — М.: ВТПО Киноцентр, 1991. — 239 с.
- Аннинский Л. А. Culture’s tapesty («Гобелен культуры»). — М., 1991.
- Аннинский Л. А. Серебро и чернь: Русское, советское, славянское, всемирное в поэзии Серебряного века. — М.: Книжный сад, 1997. — 221 с.
- Аннинский Л. А. Барды. — М.: Согласие, 1999. — 162 с.
- Аннинский Л. А. Крепости и плацдармы Георгия Владимова: В помощь преподавателям, старшеклассникам и абитуриентам. — М.: Изд-во Моск. ун-та, 2001. — 103 с.
- Аннинский Л. А. Русские плюс.... — М.: Алгоритм, 2001. — 383 с.
- Аннинский Л. А. Век мой, зверь мой ... : русское, советское, всемирное свидетельство стиха. — Иркутск: Сапронов, 2004. — 655 с.
- Аннинский Л. А. Какая Россия мне нужна. — М.: Эксмо: Алгоритм, 2004. — 604 с.
- Аннинский Л. А. Красный век. — М.: Молодая гвардия, 2004. — 397 с. (недоступная ссылка)
  - Аннинский Л. А. Красный век: эпоха и её поэты: в 2 кн. — М.: ПРОЗАиК, 2009. — 431, 461 с.
- Аннинский Л. А. Русский человек на любовном свидании. — М.: Согласие, 2004. — 272 с.
- Аннинский Л. А. Жизнь Иванова. — М.: Вагриус, 2005. — 847 с. — ISBN 5-9697-0081-9.
- Аннинский Л. А. Поздние слёзы: Заметки вольного кинозрителя. — М.: Эйзенштейн-центр: ВГИК, 2006. — 431 с. — 1200 экз. — ISBN 5-901631-11-0.
- Аннинский Л. А. Родная нетовщина: из 1990-х в 2000-е. Статьи, эссе. — М.: Хроникёр, 2008. — 436 с. — 1200 экз. — ISBN 5-901631-11-0.
- Аннинский Л. А. Меч мудрости или русские плюс… — М.: Алгоритм, 2009. — 335 с. — 3500 экз. — ISBN 978-5-9265-0690-4.
- Аннинский Л. А. Распад ядра. — М.: МФЦП, 2009. — Т. 1, 2. — 872 с. — ISBN 978-985-454-480-9. (недоступная ссылка)
- Аннинский Л. А. Эвтерпа в лапах Гименея: любовь и брак в жизни великих русских поэтов. — М.: Ин-т журналистики и литературного творчества, 2011. — 199 с.
- Аннинский Л. А. Круг бытия Альберта Лиханова: заметки о прозе писателя. — М.: Детство. Отрочество. Юность, 2012. — 111 с.
- Аннинский Л. А. Русские и нерусские. — М.: Алгоритм, 2012. — 335 с.
- Аннинский Л. А. Музыка «Сферы». — М.: Театр Сфера, 2013. — 159 с.
- Аннинский Л. А. Очищение прошлым. Портреты русских писателей. — М.: Ин-т журналистики и литературного творчества, 2014. — 349 с.
- Аннинский Л. А. Откровение и сокровение. — М.: Интернациональный Союз писателей, 2015. — 424 с. — (Современники и классики). — ISBN 978-5-906829-18-4.

Статьи
- Аннинский Л. Путь Василия Шукшина // Север. — 1976. — № 11.
- Аннинский Л. Критики о критике // Вопросы литературы. — 1996. — № 6. — ISSN 0042-8795.
- Аннинский Л. Нечаемый юбилей (Круглый стол «Двадцать лет спустя: август 1991 года») // Нева. — 2011. — № 8. — ISSN 0130741-X.

## Награды и премии
- Орден Почёта (12 октября 1990)[23][11].
- Национальная телевизионная премия «ТЭФИ» в номинациях «Лучший сценарист» (1996)[* 1][24], «Сценарист телевизионного документального фильма/сериала», «Телевизионный документальный сериал» (2004)[* 2][25].
- Премия имени Александра Невского «России верные сыны» (2006)[26].
- Независимая литературная премия «На встречу дня!» имени Б. П. Корнилова (2009).
- Приз «Слон» (2006) Гильдии киноведов и кинокритиков России в номинации «Кинокритика» — за книгу «Поздние слёзы» и статьи «Из жизни продюсера»[27].
- Премия Правительства РФ в области культуры за двухтомник «Красный век» (2010).
- Международная Лермонтовская премия в области литературы (2011).
- Международная премия «Писатель XXI века» (2014)[28].
- Премия журнала «Дети Ра» (2015).
- Премия Правительства РФ в области средств массовой информации (2015)[29].
- Пушкинская премия в номинации «Просветительская деятельность» (2017)[30].

## Архив
Архив Льва Аннинского хранится в Российской государственном архиве литературы и искусства в фонде под номером 3336. Материалы архива Лев Александрович передавал самостоятельно с 2007 по 2012 год. Объем фонда составляет 616 единиц хранения. В него включены рукописи, переписка с известными советскими и российскими писателями, критиками и учеными. Биографический раздел отражает коммуникацию писателя с редакциями газет, издательствами, учреждениями культуры, организаторами конференций и пр. В раздел изобразительных материалов входят фотографии Л. А. Аннинского с семьей, фотографии известных советских и израильских кинорежиссёров С. В. и Л. Чаплиных.